# Mycena luxaeterna
Mycena luxaeterna – gatunek grzybów z rodziny grzybówkowatych (Mycenaceae). Grzyby z tego gatunku charakteryzują się bioluminescencją.

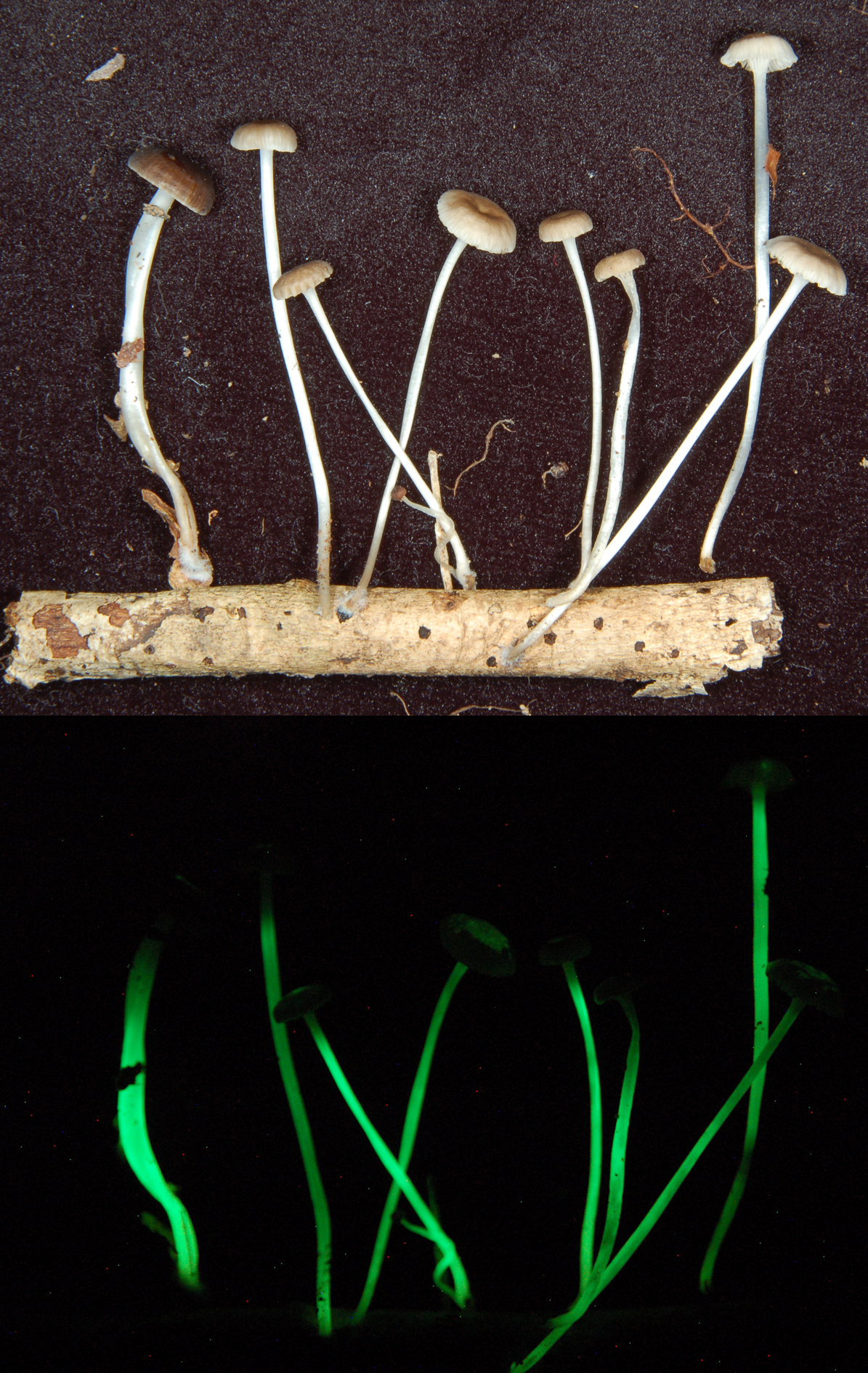
U góry Mycena luxaeterna, na dole ten sam gat. "świecący" w ciemności

## Systematyka i nazewnictwo
Pozycja w klasyfikacji według Index Fungorum: Mycenaceae, Mycenaceae, Agaricales, Agaricomycetidae, Agaricomycetes, Agaricomycotina, Basidiomycota, Fungi.